# Centre Mohammed ben Nayef pour la concertation et le parrainage
 (juin 2018).
Le Centre Mohammed ben Nayef pour la concertation et le parrainage est un centre d'Arabie saoudite destiné à la réintégration des anciens jihadistes dans la société saoudienne. Il a été fondé en 2007 à Riyad.

## Historique

### Création
Le programme de déradicalisation de l'Arabie saoudite s'inspire d'un programme similaire mis en œuvre en Égypte dans les années 1990. Le prince Mohammed ben Nayef Al Saoud est à l'initiative, en tant que ministre de l'Intérieur, de la mise en place du programme en 2007 à la suite d'une série d'attentats terroristes. Le 4 février 2009, Associated Press rapporte que les autorités saoudiennes rapatrient onze anciens prisonniers de Guantanamo au centre de réhabilitation, ces prisonniers se trouvant sur une liste de 85 suspects terroristes les plus recherchés.
Le Premier ministre britannique Gordon Brown visite l'établissement le 2 novembre 2008 et s'entretient avec plusieurs anciens prisonniers de Guantanamo. En juin 2017, Mohammed ben Salmane Al Saoud prend la tête du programme lorsqu'il est nommé prince héritier du royaume d’Arabie saoudite.

### Résultats
Dans ses premières années, le programme est considéré comme une réussite. Les commentateurs suggèrent que d'autres pays, comme le Yémen, mènent des programmes de réhabilitation similaires. L'un des premiers diplômés du programme, Khalid Al Hubayshi, continue d'être cité comme le modèle d'une réhabilitation réussie à la suite du programme.
En juin 2010, le ministère saoudien de l'Intérieur déclare que 25 des 120 anciens détenus de Guantanamo Bay, diplômés du programme de réhabilitation, sont retournés à des activités terroristes. De ces 25 terroristes, 11 ont rejoint Al-Qaïda dans la péninsule arabique au Yémen. Le taux global de récidive des plus de 3 000 diplômés en 2010 demeure d'environ 10%. Le centre de déradicalisation est perçu comme une menace par Al-Qaïda, dont la majeure partie des efforts de recrutement sont dirigés vers la jeune population saoudienne.
En 2017, le centre déclare avoir traité plus de 3 300 hommes reconnus coupables de crimes liés au terrorisme avec un taux de réussite de 86%. Ce taux de réussite est mesuré par le nombre d'hommes qui ne sont pas retournés au jihad pendant au moins 10 ans après avoir obtenu leur diplôme du centre. L'Indonésie et Singapour ont établi des programmes de réhabilitation basés sur le modèle saoudien depuis son ouverture.

## Description
Le Centre Mohammed ben Nayef pour la concertation et le parrainage est basé à Riyad.

### Candidats
Les terroristes incorporés au programme ont été soit capturés par les forces de sécurité saoudiennes, soit se sont rendus, ou bien sont des détenus de Guantanamo. Une fois rentrés en Arabie saoudite, les détenus passent jusqu'à six mois au centre. Les détenus de Guantanamo suivent un programme spécifique qui dure environ 18 mois en raison du risque qu'ils représentent pour la sécurité. De manière générale, s'il n'y a pas de signes clairs de changement dans leur idéologie après trois mois, les détenus sont renvoyés en prison et sont soumis à la justice traditionnelle saoudienne et à son application pour motif de terrorisme.

### Programme
L’objectif du programme est de ramener les extrémistes au « véritable Islam »[réf. souhaitée]. Il contient un enseignement religieux intensif qui déconstruit l'interprétation des extrémistes du Coran. Après un débat rigoureux, des érudits et des religieux, dont beaucoup sont employés par les universités saoudiennes, établissent une base d'interprétation différente des écrits qui rapproche les extrémistes de l'Islam modéré,. Les discussions du programme portent sur les djihad (luttes militaires et personnelles), les takfir (incroyants), le bay'at (allégeance) et le wallah (loyauté envers la communauté musulmane). L'autre aspect sur lequel travaillent les 400 membres du personnel du centre est la réintégration au niveau familial.